# Бойга цейлонська
Бойга цейлонська (лат. Boiga ceylonensis) — отруйна змія з роду Бойга родини вужеві.

## Опис
Загальна довжина коливається від 80 см до 1,2 м, вага до 2 кг. Голова помірного розміру, звужується на кінці. Є великі очі з вертикальними зіницями. В наявності задньоборознисті отруйні ікла. Тулуб вузький та довгий. Хвіст довкий, чіпкий.
Забарвлення спини коливається від світло—коричневого до сірого з коричневими цятками. На голові присутня темно—коричнева або чорна пляма. Від морди через око йде темно—коричнева смуга. Черево кремове з коричневими цятками.

## Спосіб життя
Полюбляє лісисту, чагарникову місцину. Усе життя проводить на деревах. Активна вночі. Харчується ящірками, геконами, мишами, птахами. Відомі випадки канібалізму.
Це яйцекладна змія. Самиця у лютому—квітні відкладає 3—15 яєць.
Отрута помірної сили, може бути небезпечної для людини. Втім відомий лише 1 смертельний випадок.

## Розповсюдження
Мешкає на о.Шрі-Ланка, у штатах Індії: Ассам, Орісса, Махараштра.